# Гаушка
Гаушка (нім. Hauschka), справжнє ім'я Фолькер Бертельманн (нім. Volker Bertelmann) — німецький музикант, піаніст-експериментатор, композитор. Номінант на премію "Оскар " у категорії «Найкращий саундтрек» ("Лев ").

## Біографія
Бертельман живе в Дюссельдорфі, проте родом він з іншого міста — Ферндорфа (нім. Ferndorf, дослівний переклад — «Далеке село»). Один із альбомів музиканта присвячений його рідному місту.
Бертельман створив свою першу рок-групу, коли йому було чотирнадцять. Але після закінчення школи він переїхав до Кельна, де спочатку вивчав медицину, а потім економіку бізнесу. Проте, незабаром Бертельман кинув і те, й інше, щоб зосередитись на музиці.
У своїх композиціях Фолькер використовує так зване підготовлене фортепіано. У корпус інструменту загвинчуються шурупи, які торкаються деяких струн, чому ті починають скрипіти і деренчати. Тим самим фортепіано наближається до ударного інструменту.
У 2008 році Гаушка разом з ісландською групою Múm провів турне східним узбережжям США.

## Саундтреки
У 2016 році у співпраці з Дастіном О'Халлораном Бертельманн працював над партитурою для фільму Гарта Девіса "Лев ", незабаром номінованого на премії "Оскар ", "Золотий глобус " та "BAFTA " у категорії «Найкращий саундтрек». З того часу Бертельманн написав музику до численних кіно- і телепроектів ("У владі стихії " Балтазара Кормакура, міні-серіал "Порох " з Кітом Харінгтоном, міні-серіал "Патрік Мелроуз " з Бенедиктом Камбербетчем, "Готель Мумбаї: Протистояння ".
У 2019 році вийшла низка проектів, над якими Бертельманн працював як композитор, серед них драма "Неймовірний світ очима Енцо ", серіал "Дублінські вбивства " та мелодрама «Кохання між рядками». У 2020 році на Showtime відбулася прем'єра міні-серіалу "Ваша честь " з Браяном Кренстоном.
У 2021 році в прокат вийшов фантастичний трилер Джо Пенни "Далекий космос ". Саундтрек до фільму написав Бертельман. А головну роль у картині виконала Анна Кендрік.
У 2023 році за музику до фільму "На Західному фронті без змін " отримав премії BAFTA та «Оскар».

## Дискографія
- Substantial (2004)
- The prepared piano (2005) (англ. Підготовлене фортепіано)
- What a Day (сингл) (2006)
- Room to Expand (2007)
- Versions of Prepared Piano (2007)
- Ferndorf (2008) (нім. Далеке село)
- Snowflakes and Carwrecks (2008) (англ. Сніжинки та Автокатастрофи)
- Small Pieces (2009)
- Foreign Landscapes (2010)
- Salon Des Amateurs (2011)
- Pan Tone (з Гільдур Гуднадотир) (2011)
- Youyoume (2011)
- Unbestimmt (2011)
- Silfra (з Хіларі Хен) (2012)
- Salon Des Amateurs Remix Album (2012)
- Abandoned City (2014)